# Parsonsia affinis
Parsonsia affinis är en oleanderväxtart som beskrevs av Henri Ernest Baillon. Parsonsia affinis ingår i släktet Parsonsia och familjen oleanderväxter. Inga underarter finns listade i Catalogue of Life.